# Xaltocan (Tlaxcala)
Xaltocan  è una municipalità dello stato di Tlaxcala, nel Messico centrale, il cui capoluogo è la omonima località.
La municipalità conta 9.777 abitanti (2010) e ha un'estensione di 102,66 km².